# Arena Sofía
El Arena Armeets es un pabellón deportivo situado en Sofía, Bulgaria. Originalmente fue llamado Arena Sofía antes de que Armeets, una compañía de seguros búlgara, comprara los derechos para publicitarse en el nombre del estadio hasta 2017.
El recinto puede albergar competiciones de más de 30 deportes diferentes en sus instalaciones, incluyendo baloncesto, voleibol, balonmano, lucha, levantamiento de pesas, esgrima y gimnasia, así como también conciertos. El primer evento importante en el pabellón fue un concierto que llevó a cabo Jean Michel Jarre, seguido por otros conciertos de Sade y Tom Jones.
El escenario será la sede de la Ronda Final de la Liga Mundial de Voleibol de 2012, así como del torneo de clasificación europea de voliebol masculino para los Juegos Olímpicos de Londres 2012. El 30 de marzo de 2015 el recinto fue elegido por la BNT y la UER para celebrar el XIII Festival de la Canción de Eurovisión Junior 2015 que se celebró el 21 de noviembre de 2015.

## Planificación
La decisión de construir un nuevo pabellón de usos múltiples con la ayuda financiera del estado búlgaro en la capital fue tomada en 2008 y encabezó una lista de diversas propuestas que fueron quedando en el camino. A principios de junio de 2009, la Agencia Estatal de Juventud y Deporte dio a conocer el ganador de la licitación que resultó ser el proyecto presentado por el arquitecto Glavbulgarstroy. El edificio inicialmente debía costar 107 millones de leva (aproximadamente 54 millones y medio de euros) que fue lo estimado por el entonces primer ministro búlgaro Sergéi Stánishev durante la campaña electoral para las elecciones parlamentarias en 2009, y estaba previsto que se diera la primera palada de tierra el 29 de junio de 2009 pero horas antes del evento, este fue pospuesto y finalmente la piedra angular fue colocada el 2 de julio, tres días antes de las elecciones. Después del cambio de gobierno en 2009 el nuevo primer ministro búlgaro Boiko Borísov declaró que la financiación del proyecto no estaba asegurada debido al trasfondo de la crisis económica mundial y el lugar permaneció abandonado hasta agosto. Mientras tanto el gobierno de Borisov renegoció los costos de construcción y logró reducirlos a 90 millones de leva (45 millones de euros). La construcción comenzó el 18 de enero de 2010 y el recinto fue inaugurado el 30 de julio de 2011.

## Inauguración
El estadio se inauguró el 30 de julio de 2011 con un encuentro de voleibol entre las selecciones nacionales masculinas de Bulgaria y Serbia que finalizó con la victoria de los búlgaros por 3 a 1 con parciales de 25:20, 13:25, 25:23 y 25:21.

## Instalaciones
El estadio tiene una capacidad de 12.373 asientos, de los cuales 3500 se puede ampliar de ser necesario. En los conciertos están disponibles 6500 plazas extra para espectadores que permanezcan de pie. Además del edificio principal, fueron construidos una sala de formación y un aparcamiento para 1200 coches que luego se vería transformado en uno de los principales inconvenientes que se ha presentado luego de la apertura debido a la falta de espacio de estacionamiento en los eventos masivos, a pesar de que existe la opción de cerrar una de las calles cercanas para aumentar el número a 2000. La Arena cuenta además con dos centros de prensa, que operan de forma independiente y con capacidad para 120 periodistas cada uno.

## Eventos

### Eventos deportivos
Luego de la inauguración no se utilizó el estadio para eventos deportivos por un largo tiempo. Hasta que el 17 de diciembre de 2011 fue la sede del evento final del Campeonato Mundial Motocross Estilo Libre de 2011 en un espectáculo que fue llamado la "Noche de los Saltos".
Para el año 2012 el escenario será la sede de la selección nacional de voleibol en la Liga Mundial de Voleibol de 2012 para los partidos que deba jugar de local y además será la sede de la Ronda Final de la liga mundial, en la que participan los 5 mejores equipos de la fase intercontinental además del país anfitrión, también será la sede del torneo de clasificación europea de voleibol masculino para los Juegos Olímpicos de Londres 2012 que se disputará entre el 8 y el 13 de mayo de 2012. Además será sede del WTA Tournament of Champions, que es uno de los torneos más importantes del circuito femenino de tenis.
En 2016 es la sede del Torneo de Sofía de tenis.

### Espectáculos
Los espectáculos que se han realizado desde que se inauguró el recinto: 
- Concierto de Jean Michel Jarre el 9 de octubre de 2011.[8]
- Concierto de Sade el 29 de octubre de 2011.[9]
- Concierto de Amorphis, Nahemah y Leprous el 10 de noviembre de 2011.[10]
- Concierto de Tom Jones el 18 de noviembre de 2011.[11]
- Concierto de Lepa Brena el 3 de diciembre de 2011.[12]
- Concierto de Mark Knight el 25 de diciembre de 2011[13]
- Concierto de Tarja Turunen el 27 de enero de 2012[14]
- Solar Easter Festival: Marco Carola, Víctor Calderón, Carlos Favrel
- Concierto de Ceca el 22 de mayo de 2012.
- Concierto de Julio Iglesias el 13 de junio de 2012[15]
- Concierto de Lady Gaga el 14 de agosto de 2012[16]
- Concierto de Red Hot Chili Peppers el 1 de septiembre de 2012.
- Concierto de Jennifer López el 18 de noviembre de 2012.
- Concierto de Lili Ivanova el 22 de noviembre de 2012.
- Concierto de Goran Bregovic el 29 de noviembre de 2012.
- Concierto de Giorgos Mazonakis el 12 de diciembre de 2012.
- Solar Christmas Festival 2012: Sunnery James & Ryan Marciano, Fedde le Grand.
- Concierto de Ennio Morricone el de 10 de diciembre de 2013.
- Concierto de Ceca el 7 de noviembre de 2014.
- Concierto de Lepa Brena el 22 de octubre de 2015.
- Festival de la Canción de Eurovisión Junior 2015 el 21 de noviembre de 2015.